# Akure

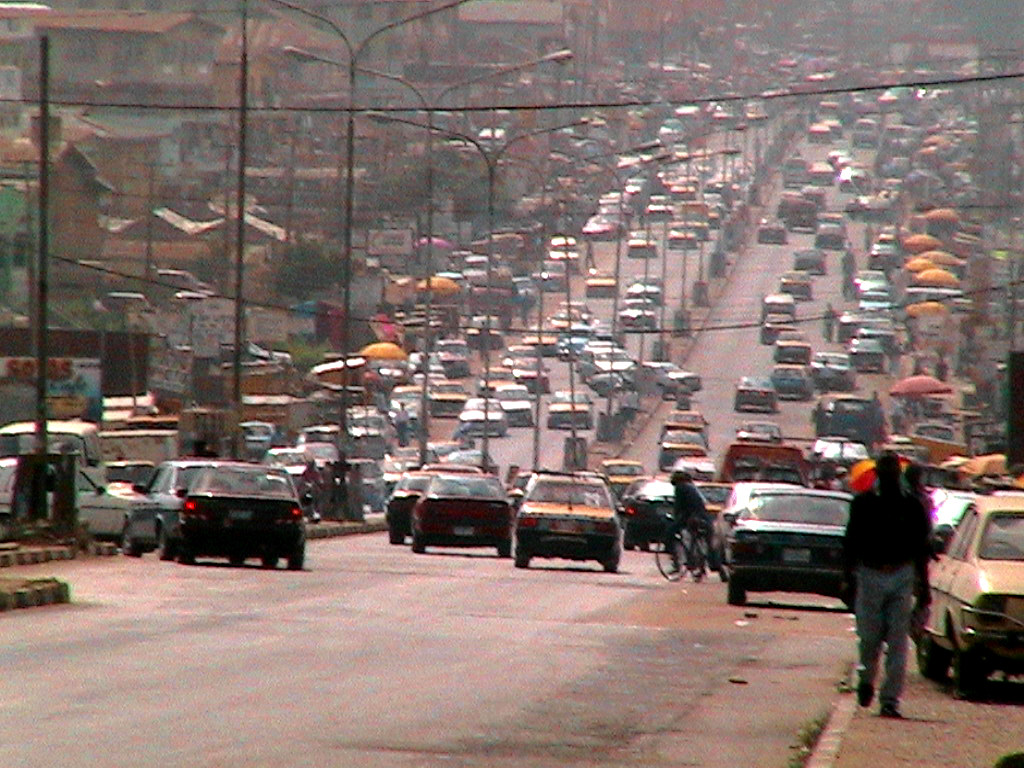
Akure (2010)

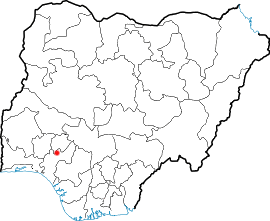
Akures läge

Akure är en stad i sydvästra Nigeria och har ungefär 350 000 invånare (2006). Den är administrativ huvudort för delstaten Ondo och är belägen cirka 200 kilometer nordost om Lagos. Akure är en viktig trafikknut och handelscentrum för jordbruksprodukter, och har flera utbildningsinstitutioner.